# Naturwissenschaft
Unter dem Begriff Naturwissenschaft werden Wissenschaften zusammengefasst, die empirisch arbeiten und sich mit der Erforschung der Natur befassen. Naturwissenschaftler beobachten, messen und analysieren die Zustände und das Verhalten der Natur durch Methoden, die die Reproduzierbarkeit ihrer Ergebnisse sichern sollen, mit dem Ziel, Regelmäßigkeiten zu erkennen. Neben der Erklärung der Naturphänomene ist eine der wichtigsten Aufgaben der Naturwissenschaft, die Natur nutzbar zu machen. Die Naturwissenschaften bilden so z. B. einen Teil der theoretischen Grundlagen von verschiedenen Disziplinen wie Technik, Psychologie, Medizin oder Umweltschutz.
Im 17. Jahrhundert gelang den Naturwissenschaften der entscheidende Durchbruch in den intellektuellen Gesellschaftsschichten. Dies löste im Zusammenhang mit der Aufklärung eine wissenschaftliche Revolution aus, die im 18. Jahrhundert mit vielen neuen Entdeckungen und Erfindungen zum industriellen Zeitalter führte und die Gesellschaft vor allem in der westlichen Welt stark veränderte. Bis heute wird sie durch den allgemeinen Wissenschaftsbetrieb so stark geprägt, dass in der Soziologie von einer naturwissenschaftlichen und technischen Gesellschaft gesprochen wird.
Moderne Naturwissenschaften arbeiten auf Grundlage eines methodischen Naturalismus: Sie suchen ausschließlich nach natürlichen, empirisch überprüfbaren Erklärungen für beobachtbare Phänomene. Ob daraus folgt, dass alle Phänomene prinzipiell naturwissenschaftlich erklärbar sind – wie es der physikalistische Naturalismus annimmt –, ist Gegenstand wissenschaftsphilosophischer Debatten. Unter Wissenschaftlern besteht hierzu keine einheitliche Position.
Teilgebiete der Naturwissenschaften sind unter anderem Astronomie, Physik, Chemie, Biologie, sowie einige Umweltwissenschaften wie Geologie, aber auch Agrarwissenschaften. Die technische Nutzbarkeit der natürlichen Gesetzmäßigkeiten wird seit jeher in unterschiedlichen Ingenieurwissenschaften behandelt.

## Einordnung und Abgrenzung
Nach einer klassischen Auffassung können die Naturwissenschaften neben den Geisteswissenschaften und den Sozialwissenschaften eingeordnet werden. Aufgrund der Entstehung einer Vielfalt von neuen Wissenschaftszweigen in der Moderne herrscht über eine allgemeine Klassifizierung der Einzelwissenschaften kein Konsens. Die Einordnung erweist sich vor allem aufgrund vieler Überschneidungen verschiedener Wissenschaftsgebiete als schwierig. Die Naturwissenschaften gehören zu den empirischen Wissenschaften. Sie zeichnen sich vor allem durch ihren Forschungsgegenstand, die belebte und unbelebte Materie aus. Einige Naturwissenschaften sind durch einen mathematischen Zugang zu ihrem Forschungsgegenstand geprägt. Diese werden als exakte Wissenschaften bezeichnet. Die Mathematik ist ebenfalls eine exakte Wissenschaft, umfasst aber mit ihrer Untersuchung von abstrakten Strukturen sowohl Bereiche der Geisteswissenschaften als auch der Naturwissenschaften. Aus diesem Grund wird sie oft neben der Informatik den Strukturwissenschaften zugeordnet.
Naturwissenschaftliche Forschung beschäftigt sich vor allem mit Fragestellungen, die durch Untersuchung von gesetzmäßigen Zusammenhängen in der Natur beantwortet werden können. Dabei liegt der Schwerpunkt auf der Beschreibung des Vorgangs selbst und nicht etwa bei einer Sinnfindung. Vereinfacht kann es mit der Frage nach dem Wie anstatt des Wozu dargestellt werden. Die Fragestellung Warum gibt es Regen? findet nicht etwa mit Damit Pflanzen wachsen können ihre Erklärung, sondern wird objektiv beantwortet: Weil Wasser verdunstet, aufsteigt, sich in Wolken sammelt und schließlich kondensiert, was zum Niederschlag führt. Die Naturwissenschaft beantwortet also in erster Linie keine teleologischen (nach dem Zweck oder Ziel ausgerichteten) Fragen, sondern führt die untersuchten Vorgänge auf Naturgesetze oder auf schon bekannte Sachverhalte zurück. Insoweit dies gelingt, wird der Naturwissenschaft nicht nur ein beschreibender, sondern auch ein erklärender Charakter beigemessen.

## Geschichte der Naturwissenschaft

### Naturphilosophie der Antike

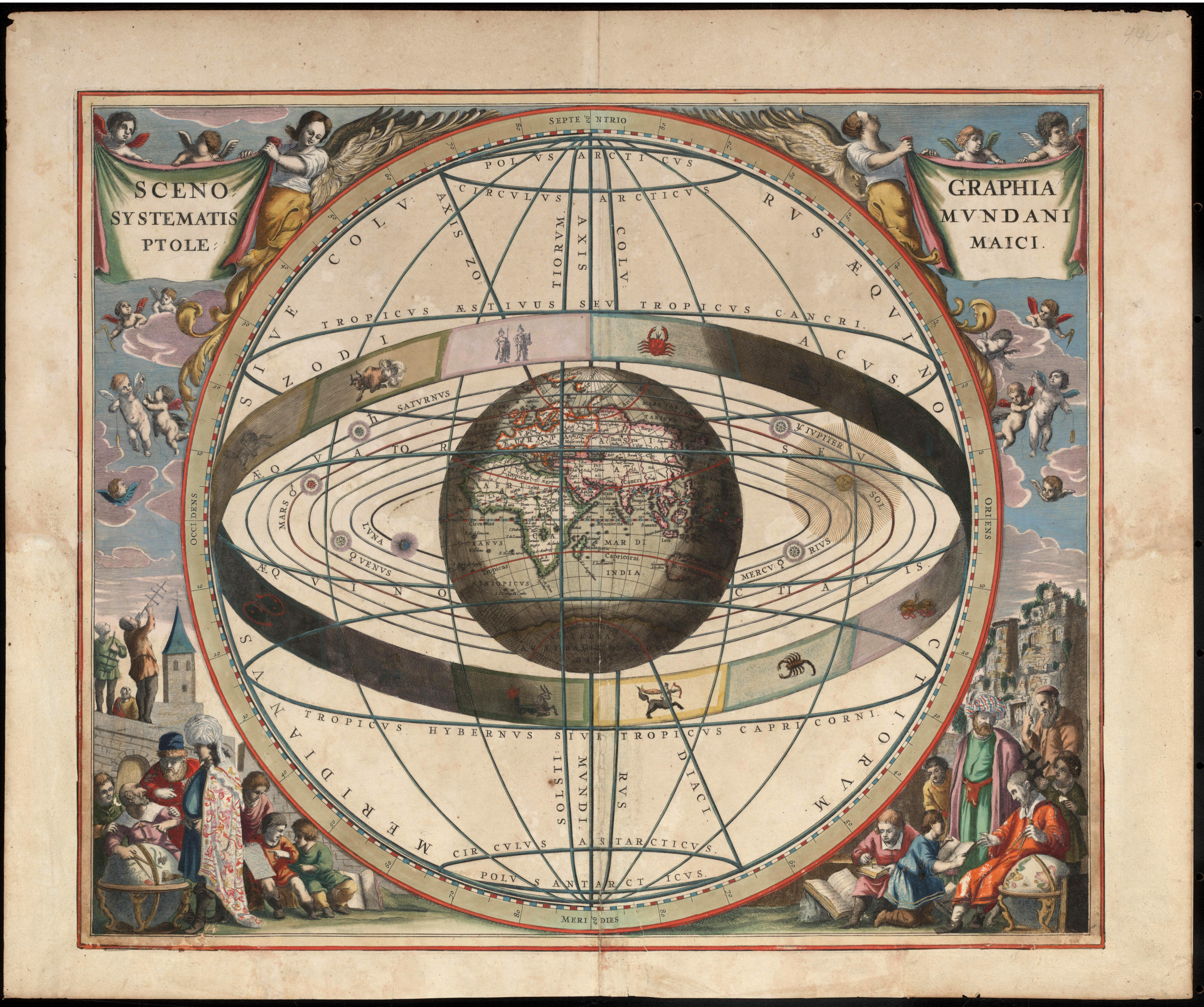
Darstellung des Ptolemäischen Weltbilds von Andreas Cellarius (1660)

Naturwissenschaftliche Erkenntnis nahm einerseits in der handwerklichen und technischen Betätigung und andererseits in der geistigen Überlieferung der gelehrten Tradition des Menschen ihren Anfang. Naturbeobachtungen altertümlicher Kulturen – insbesondere in der Astronomie – brachten oft zwar zutreffende quantitative und qualitative Aussagen hervor, wurden aber vorwiegend – wie etwa in der Astrologie – mythologisch gedeutet. Entscheidende Fortschritte brachte die griechische Naturphilosophie mit der Entwicklung einer Methodik, die sich an der Philosophie und der Mathematik orientierte. Die wahrnehmbare Welt dachte man sich wie etwa in der Vier-Elemente-Lehre als Zusammensetzung der „Elemente“ Feuer, Luft, Wasser und Erde und beschreibt verschiedene Umwandlungsprozesse. Auch die Vorstellung von kleinsten, unteilbaren Teilchen (Atomismus), aus denen die ganze Welt zusammengesetzt sei, wurde entwickelt. Schon lang bekannte periodische Bewegungen der Himmelskörper wurden geometrisch interpretiert und die Vorstellung eines Weltensystems entwickelt, in dem sich die Sonne, der Mond und die damals bekannten Planeten auf Kreisbahnen um die ruhende Erde in der Mitte bewegten (geozentrisches Weltbild). Die Kugelgestalt der Erde wurde vermutet und spätestens von Aristoteles stichhaltig begründet, das Zustandekommen von Sonnen- und Mondfinsternissen erklärt, relative Abstände von Erde, Sonne und Mond abgeschätzt und sogar durch eine Winkelmessung und geometrische Überlegungen der Erdumfang recht genau bestimmt.
Im Römischen Reich wurden die intellektuellen Errungenschaften der griechischen Kultur zum größten Teil übernommen und weiterentwickelt, mit einer Hochblüte in der Kaiserzeit, gingen aber mit dem Zerfall des Reiches im 5. Jahrhundert n. Chr. zum größten Teil verloren. Im mittelalterlichen Europa konnten sich die Naturwissenschaften unter dem Primat der Theologie und der Philosophie sowohl in der christlichen als auch in der islamischen Welt nur langsam und im Rahmen der weltanschaulichen Prämissen entwickeln.

### Kopernikanische Wende und naturwissenschaftliche Revolution

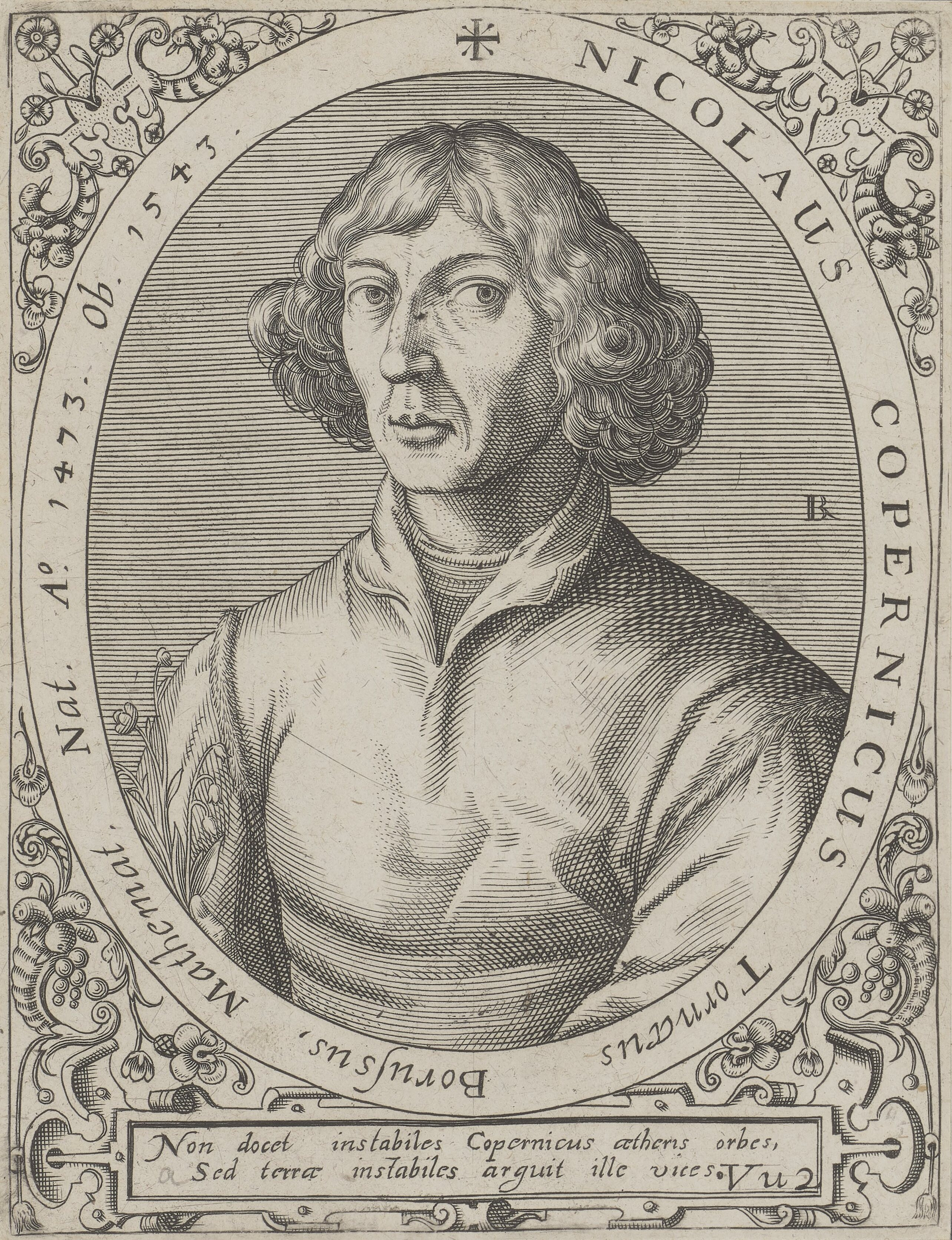
Nikolaus Copernicus. Kupferstich aus dem Jahr 1597 von Robert Boissard. Die lateinische Inschrift bedeutet: Copernicus lehrt nicht, dass die Bahnen des Himmels unstet wären, vielmehr legt er dar, dass die Kreisbahn der Erde unstet sei.

Erst in der Renaissance trat wieder ein größeres Interesse an der Naturbeobachtung auf. Durch die Annäherung der Wissenschaft an die handwerkliche Tradition in der empirischen Methode wurden auf sämtlichen Gebieten neue Erkenntnisse gewonnen. Die Wechselwirkung von Alchemie und Medizin bereicherte beide Disziplinen in der Entwicklung zu empirischen Wissenschaften. Die Korrektur des alten Julianischen Kalenders und die Navigation in der ozeanweiten Schifffahrt erforderte eine intensive Beschäftigung mit der Astronomie. Nikolaus Kopernikus entwickelte ausgehend von einer Bewegung der Erde um die Sonne ein Weltsystem, das die von der Erde kompliziert erscheinenden Himmelsbahnen der Planeten einfacher erklärte und gegenüber dem ptolemäischen System eine leichtere, allerdings nicht genauere Berechnung der Positionen ermöglichte. Francis Bacon und Galileo Galilei forderten, Naturforschung müsse vom Experiment ausgehen, wobei Galilei mit besonderem Erfolg die mathematische Auswertung numerischer Messergebnisse vorantrieb. Das kopernikanische Weltsystem begann sich jedoch gegenüber dem geozentrischen Weltbild erst durchzusetzen, nachdem Johannes Kepler aus genauen Messungen von Tycho Brahe elliptische Umlaufbahnen der Erde und der anderen Planeten feststellte, Galileo Galilei die Jupitermonde und die Phasen des Planeten Venus beobachtet hatte und Isaac Newton dies alles im Rahmen der von ihm entwickelten Mechanik durch sein Gravitationsgesetz theoretisch bestätigen konnte. Für diese revolutionären Entdeckungen des 16. und 17. Jahrhunderts wurde der Begriff der kopernikanischen Wende geprägt. Diese naturwissenschaftliche Revolution setzen Wissenschaftshistoriker auch als Wegbereiterin der modernen Naturwissenschaft an.

### Moderne Naturwissenschaft
Über eine präzise Definition und den zeitlichen Beginn der modernen Naturwissenschaft sind sich Fachleute nicht einig. Oft wird in Überschneidung mit der naturwissenschaftlichen Revolution als zeitlicher Rahmen etwa das 17. Jahrhundert für den Beginn der modernen Naturwissenschaft angegeben. Als wichtige Merkmale werden professionalisierter Wissenschaftsbetrieb, die Entwicklung und Anwendung naturwissenschaftlicher Methodik und später die Herausbildung von Fachbereichen durch Spezialisierung angesehen.
Mit der Gründung von naturwissenschaftlichen Gesellschaften, Akademien und neuen Universitäten begann die Etablierung einer eigenständigen wissenschaftlichen Tradition in Europa. In Frankreich widmeten sich Gelehrte – beeinflusst durch Descartes’ rationalistische Philosophie – der theoretischen Beschreibung von Naturphänomenen unter Betonung der deduktiven Methode. In England dagegen galt das Interesse aufgrund Bacons Einfluss der empirischen Methode, weshalb man sich durch das Experiment vermehrt technischen Herausforderungen stellte. Dies wird auch als einer der Gründe angesehen, warum die Industrielle Revolution in der zweiten Hälfte des 18. Jahrhunderts ihren Anfang in England nahm. Zahlreiche bahnbrechende Entdeckungen und Erfindungen leiteten einen unverkennbaren gesellschaftlichen und wirtschaftlichen Wandel ein, der sich in den folgenden Jahrzehnten auf das europäische Festland und Amerika ausbreitete.
Mit der starken Zunahme an Wissen seit dem 18. Jahrhundert konnte schrittweise ein Grundverständnis über den Aufbau der empirisch zugänglichen Welt erarbeitet werden, was eine Einteilung der Naturwissenschaften in Fachbereiche wie Biologie, Chemie, Geologie und Physik möglich machte. Obwohl sich Unterschiede in der Methodik der Fachrichtungen entwickelten, beeinflussten und ergänzten sie sich gegenseitig. Die in der Biologie untersuchten Stoffwechselprozesse konnten beispielsweise durch die organische Chemie erklärt und näher erforscht werden. Des Weiteren lieferten moderne Atomtheorien der Physik Erklärungen zum Aufbau der Atome und trugen so in der Chemie zu einem besseren Verständnis der Eigenschaften von Elementen und chemischen Bindungen bei. Darüber hinaus entwickelten sich Fachbereiche wie Medizin, Agrar- oder Ingenieurwissenschaften, die Anwendungsmöglichkeiten für das theoretische Wissen erarbeiteten.
In der ersten Hälfte des 20. Jahrhunderts erlebte die Physik einen bemerkenswerten Umbruch, der gravierende Folgen für das Selbstverständnis der Naturwissenschaft haben sollte. Mit der Begründung der Quantenphysik stellten Max Planck und Albert Einstein fest, dass Energie – besonders auch in Lichtwellen – nur in diskreten Größen vorkommt, also gequantelt ist. Des Weiteren entwickelte Einstein die spezielle (1905) und die allgemeine Relativitätstheorie (1915), die zu einem neuen Verständnis von Raum, Zeit, Gravitation, Energie und Materie führte. Eine weitere Umwälzung markiert die in den 1920er und 30er Jahren begründete Quantenmechanik, die bei der Beschreibung von Objekten auf atomarer Ebene markante Unterschiede zur klassischen Vorstellung der Atome aufweist. Dort stellte man fest, dass bestimmte Eigenschaften von Teilchen nicht gleichzeitig beliebig genau gemessen werden können (Heisenbergsche Unschärferelation) und beispielsweise Elektronen eines Atoms nicht genau lokalisiert, sondern nur in gewissen Wahrscheinlichkeiten über ihren Aufenthaltsort beschrieben werden können. Diese Entdeckungen entziehen sich größtenteils der menschlichen Anschauung, entfalten aber ihre große Aussagekraft in ihrer mathematischen Formulierung und sind für zahlreiche Anwendungen der modernen Technik von großer Bedeutung.
Im Zweiten Weltkrieg und in der Zeit des Kalten Kriegs wurde naturwissenschaftliche Forschung – insbesondere die Nukleartechnik – stark forciert, weil sie Voraussetzung für eine technische und militärische Überlegenheit der Großmächte war. Seitdem hat sich für den massiven Ausbau von Forschungseinrichtungen der Begriff der Großforschung etabliert.

## Methoden

### Metaphysische und erkenntnistheoretische Prämissen
Die theoretischen Methoden der Naturwissenschaften sowie ihre Voraussetzungen und Ziele werden in der Wissenschaftstheorie beschrieben und diskutiert. Sie basieren hauptsächlich auf Mathematik, Logik und Erkenntnistheorie, aber auch auf kulturell geprägten methodischen und ontologischen Vorannahmen, die Gegenstand naturphilosophischer Reflexion sind.
Die Zielsetzung der Naturwissenschaften – die Erforschung der Natur – setzt als metaphysische Grundannahme voraus, dass die Natur existiert und dass natürliche Vorgänge gesetzmäßig ablaufen. Weiterhin gehen Naturwissenschaftler von der erkenntnistheoretischen Prämisse aus, dass die systematische Generierung von Wissen über die Natur innerhalb bestimmter Grenzen möglich ist. Zu der Frage, wo genau diese Grenzen liegen, gibt es verschiedene Standpunkte, deren gängigste Varianten grob in zwei Gruppen aufgeteilt werden können, die empiristische Position und die Position des wissenschaftlichen Realismus. Empiristen gehen davon aus, dass sich die Möglichkeit wissenschaftlicher Erkenntnis auf empirische Beobachtungen beschränkt. Theorien bzw. Modelle ermöglichen hingegen dem Empirismus zufolge keine Aussagen über die Natur. Eine mit dieser Auffassung verbundene Schwierigkeit ist die Abgrenzung zwischen empirischer Beobachtung und theoretischen Aussagen, da die meisten Beobachtungen in den Naturwissenschaften indirekt sind. Beispielsweise sind elektrische Felder, Atome, Quasare oder DNA-Moleküle nicht direkt beobachtbar, vielmehr lassen sich die Eigenschaften dieser Objekte nur unter Anwendung komplexer experimenteller Hilfsmittel ableiten, wobei der theoretischen Interpretation der gemessenen Daten eine unverzichtbare Rolle zukommt.
Wissenschaftliche Realisten vertreten hingegen den Standpunkt, dass wissenschaftliche Theorien bzw. die aus Theorien abgeleiteten Modelle eine zwar idealisierte, aber doch näherungsweise zutreffende Beschreibung der Realität zulassen. Demnach existieren beispielsweise DNA-Moleküle wirklich, und die gegenwärtigen Theorien zur Vererbung sind näherungsweise korrekt, was jedoch zukünftige Erweiterungen oder auch partielle Änderungen dieser Theorien nicht ausschließt. Wissenschaftliche Realisten betrachten ihre Aussagen also als das am besten abgesicherte verfügbare Wissen über die Natur, erheben aber nicht den Anspruch auf die Formulierung uneingeschränkt gültiger und letzter Wahrheiten. Manche Kritiker des wissenschaftlichen Realismus – einflussreich war hier insbesondere die Positivismus-Bewegung des beginnenden 20. Jahrhunderts – lehnen jegliche Metaphysik als spekulativ ab. Andere Kritiker weisen auf spezifische erkenntnistheoretische Probleme des wissenschaftlichen Realismus hin, darunter insbesondere das Problem der Unterbestimmtheit von Theorien.

### Empirie und Experiment

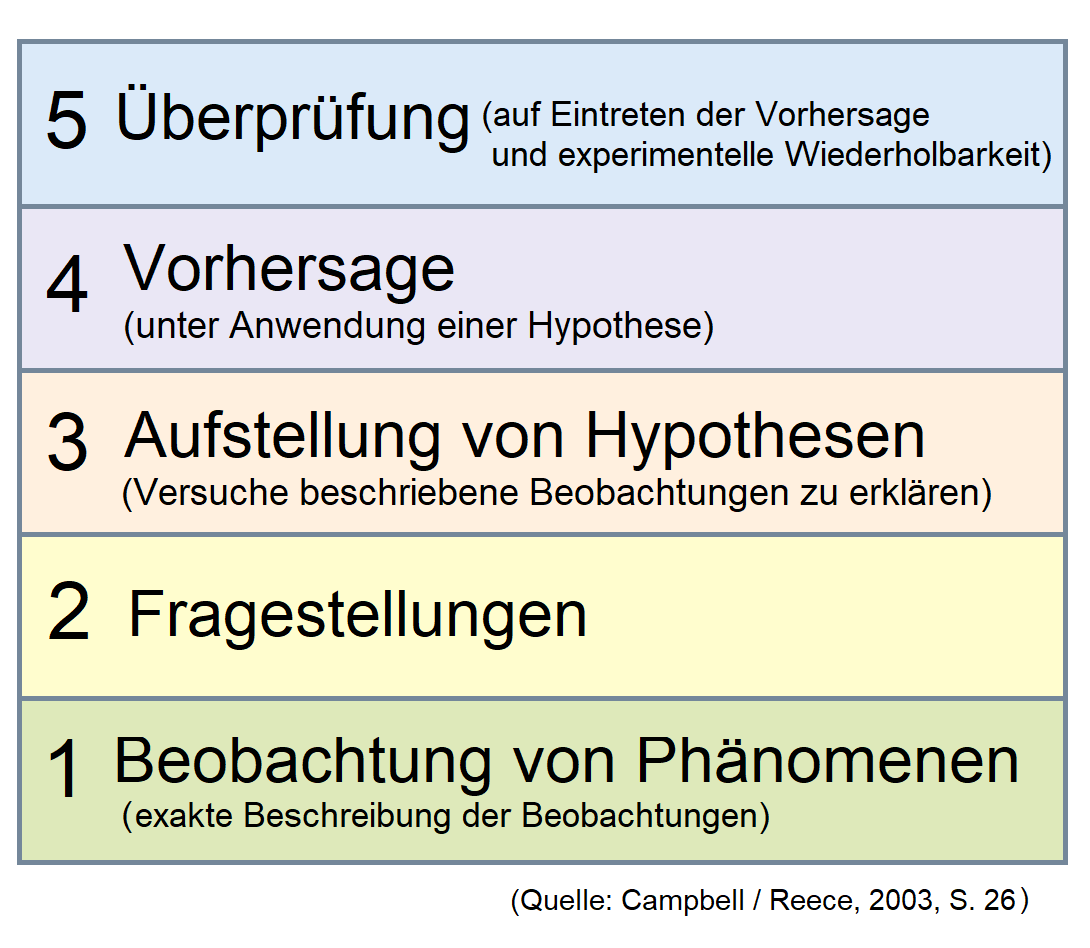

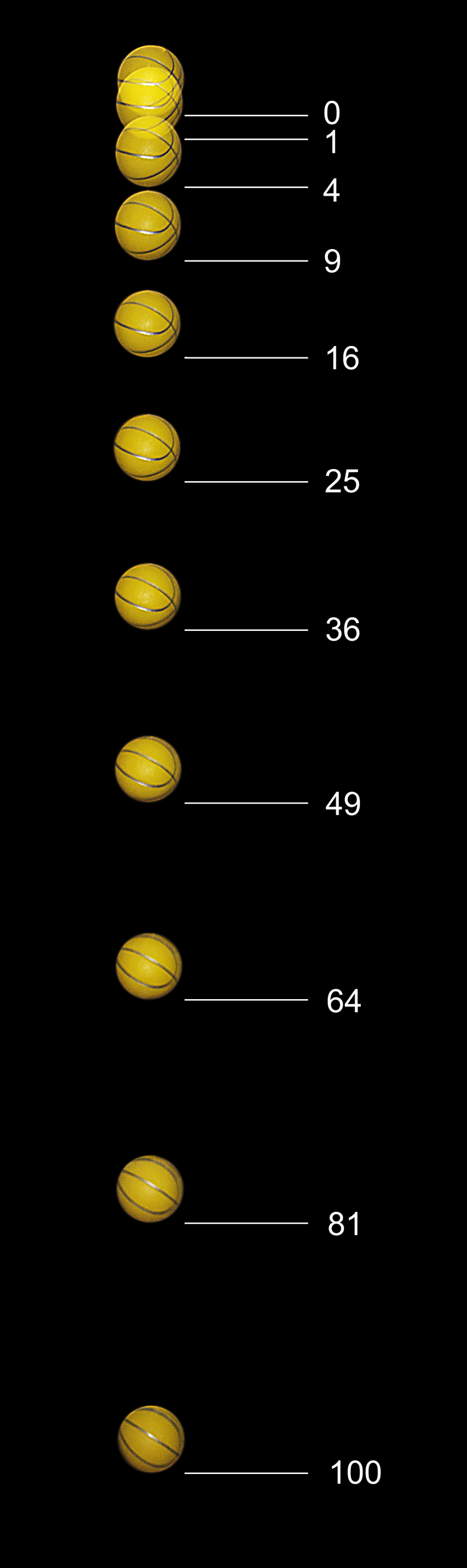
Die gesamte Fallstrecke des Balles nimmt nach gleich großen Zeitintervallen quadratisch zu – der Ball wird also beschleunigt.

Um objektive Erkenntnisse über das Verhalten der Natur zu gewinnen, werden entweder Versuche durchgeführt oder schon stattfindende Prozesse in der Natur intensiv beobachtet und dokumentiert. Bei einem Experiment wird ein Vorgang oft unter künstlich erzeugten Bedingungen im Labor durchgeführt und mit Hilfe verschiedener Messvorrichtungen quantitativ analysiert. In der Feldforschung werden dagegen natürlich ablaufende Prozesse empirisch untersucht oder stichprobenartige Befragungen erhoben. Das Experiment oder die Naturbeobachtung kann überall auf der Welt ort- und zeitunabhängig – sofern sie unter gleichen, relevanten Bedingungen durchgeführt wird – wiederholt werden und muss im Rahmen der Messgenauigkeit zu gleichen Ergebnissen führen (Reproduzierbarkeit). Der empirische Ansatz ist vor allem seit seiner theoretischen Beschreibung durch Francis Bacon und der praktischen Anwendung durch Galileo Galilei ein wichtiger Pfeiler der Wissenschaftstheorie und garantiert, dass Forschungsergebnisse unabhängig überprüft werden können und so dem Anspruch auf Objektivität gerecht werden.
Oft widersprechen empirische Tatsachen der alltäglichen Erfahrung. Beispielsweise scheinen leichte Gegenstände wie ein Blatt Papier immer langsamer zu Boden zu fallen als schwere wie etwa ein Stück Metall. So vertrat Aristoteles die Auffassung, dass jeder physikalische Körper seinen natürlichen Ort habe, den er zu erreichen suche. Schwere Körper würden fallen, weil ihr natürlicher Platz unten sei. Er nahm an, dass jeder Körper mit gleichbleibender Geschwindigkeit fällt, die von seiner Masse abhängt. Galilei fragte jedoch nicht zuerst nach dem Grund des Falls, sondern untersuchte den Vorgang selbst, indem er die Fallzeit, die Fallhöhe und die Geschwindigkeit verschiedener Körper erfasste und ins Verhältnis setzte. So stelle er unter anderem fest, dass die Fallzeit nicht von der Masse des Körpers – wie früher vermutet –, sondern von seiner Form und damit von der auftretenden Luftreibung abhängt. Lässt man also einen Tischtennisball und eine genauso große Bleikugel aus derselben Höhe fallen, stellt man im Gegensatz zu einer intuitiven Vermutung fest, dass beide zur selben Zeit auf dem Boden ankommen.
Die Aussagekraft des Experiments hängt von verschiedenen Faktoren ab. Bei Verwendung eines Messgeräts muss seine Genauigkeit bekannt sein, um überhaupt einschätzen zu können, wie zuverlässig die damit gemessenen Daten sind (Reliabilität). Auch das ganze Experimentkonzept muss auf seine Validität geprüft und die Ergebnisse oft mit statistischen Verfahren ausgewertet werden, um zu entscheiden, ob das Ergebnis tatsächlich einen Sachverhalt rechtfertigen kann. Schon Galilei war sich der Ungenauigkeit seiner Instrumente und der damit verbundenen Messunsicherheit bewusst. Aus diesem Grund verbesserte er seine Messungen, indem er die zum freien Fall analoge Bewegung auf der schiefen Ebene untersuchte.

### Induktion
Bei Anwendung der Induktionsmethode wird aus der Untersuchung eines Phänomens auf eine allgemeine Erkenntnis geschlossen. Die empirischen Daten werden ausgewertet und auf allgemein beschreibbare Vorgänge untersucht. Liegen quantitative Messergebnisse vor, wird nach mathematischen Zusammenhängen der gemessenen Größen gesucht. Im obigen Beispiel des freien Falls fand Galilei eine lineare Beziehung zwischen der Zeit und der erreichten Geschwindigkeit des fallenden Körpers, die in der konstanten Erdbeschleunigung ihren Ausdruck findet.
Obwohl die induktive Folgerung in der Naturwissenschaft oft angewendet wird, ist sie in der Wissenschaftstheorie umstritten (Induktionsproblem). Schon Galileo waren Schwierigkeiten des Ansatzes bekannt. David Hume legte ausführlich dar, dass für die Rechtfertigung eines allgemeinen Gesetzes Erfahrung alleine nicht ausreiche. Es wäre beispielsweise fatal, aus der Wachstumsgeschwindigkeit eines Kindes auf dessen Größe im Erwachsenenalter schließen zu wollen. Deswegen wurden (etwa von Rudolf Carnap) Versuche unternommen, die Aussagekraft von induktiven Schlüssen abzuschwächen, indem man ihrer Gültigkeit einen Wahrscheinlichkeitswert beigemessen hat, der aufgrund empirischer Erfahrung bestehen soll. Auch solche Ansätze werden von Vertretern des kritischen Rationalismus wie Karl Popper abgelehnt, da sie sich entweder auf A-priori-Annahmen stützen oder in ihrer Argumentation zum unendlichen Regress führen und das ursprüngliche Induktionsproblem nicht lösen.

### Deduktion
Die Methode der Deduktion bezeichnet eine logische Schlussfolgerung aus einer als wahr angenommenen Hypothese. Wird eine bestimmte Gesetzmäßigkeit in der Natur vermutet, können aus dieser deduktiv verschiedene Aussagen hergeleitet und wiederum empirisch überprüft werden. Wieder kann dieser Prozess am freien Fall veranschaulicht werden. Aus der Vermutung, dass die Geschwindigkeit des fallenden Körpers direkt proportional zu seiner Fallzeit ist, kann man mathematisch folgern, dass die zurückgelegte Strecke des Körpers quadratisch mit der Zeit zunimmt. Diese Schlussfolgerung kann nun experimentell überprüft werden und erweist sich als richtig, wobei sich die angenommene Hypothese bewährt. Anschaulich wird das Ergebnis in einer Reihe von periodisch erfolgten Momentaufnahmen eines fallenden Gegenstands. Der Körper legt mit jeder Aufnahme jeweils eine längere Strecke zurück, was die Hypothese einer konstanten Fallgeschwindigkeit von Aristoteles anschaulich widerlegt.
Eine weitere Beobachtung ist, dass leichte Körper mit einer großen Oberfläche wie etwa eine Feder viel langsamer fallen. Die Vermutung lässt sich aufstellen, dass diese Tatsache auf die Luftreibung zurückzuführen ist. Um dies deduktiv zu überprüfen, lässt sich ein Fallexperiment in einem evakuierten Glaszylinder durchführen, was Robert Boyle 1659 gelang. Er demonstrierte, dass beliebige Körper unterschiedlicher Masse, etwa eine Feder und ein Stein, im Vakuum beim Fall aus gleicher Höhe gleichzeitig den Boden erreichten.
Es gibt verschiedene Methoden, um Schlussfolgerungen deduktiv aus schon bekannten Daten oder Gesetzen zu ziehen. Wichtig sind auch Modelle, die angeben, wie zuverlässig diese sind. Wenn aus bestimmten Gründen das Verhalten eines Systems in einem Bereich nicht untersucht werden kann, aber trotzdem Aussagen für die Entwicklung des Systems mit Hilfe von bekannten Gesetzmäßigkeiten getroffen werden, wird von Extrapolation gesprochen. So lassen sich beispielsweise Wahlergebnisse schon vor der Wahl abschätzen (Hochrechnung), indem man aus stichprobenartigen Befragungen relativ repräsentative Werte erhält. Wird hingegen eine Aussage über den Zustand eines Systems getroffen, der nicht direkt untersucht wurde, aber im Bereich des schon bekannten Verhaltens des Systems liegt, spricht man von Interpolation. Gewinnt man deduktiv eine Aussage über ein Ereignis, das in der Zukunft stattfinden soll, so spricht man auch von der Vorhersagbarkeit. Ein solches Beispiel ist die Berechnung der Daten und Uhrzeiten von Mond- und Sonnenfinsternissen aus den Bewegungsgleichungen der Himmelskörper.

### Verifikation und Falsifikation

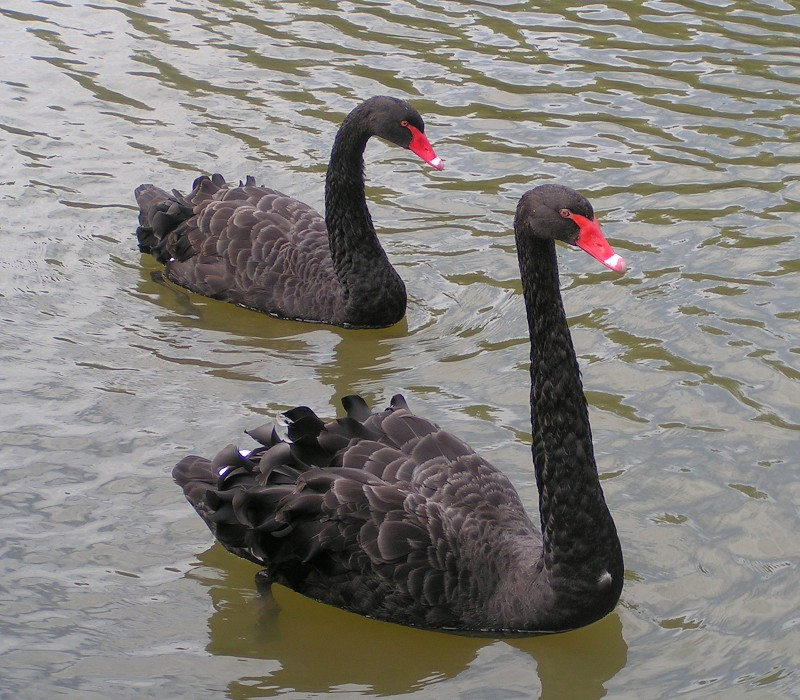
Die zunächst plausibel erscheinende Aussage Alle Schwäne sind weiß wird durch ein Gegenbeispiel falsifiziert

Im Gegensatz zur Mathematik können Aussagen, Gesetze oder Theorien in der Naturwissenschaft nicht endgültig bewiesen werden. Stattdessen spricht man im Falle eines positiven Tests von einem Nachweis. Wenn eine Aussage oder Theorie durch viele Befunde untermauert wird und keine Belege für das Gegenteil existieren, gilt sie als wahr. Sie kann jedoch jederzeit widerlegt (Falsifikation) oder in ihrem Gültigkeitsbereich eingeschränkt werden, wenn neue Forschungsergebnisse entsprechende Resultate vorweisen können. Ob eine Theorie verifizierbar d. h., endgültig als wahr befunden werden kann, wird in der Wissenschaftstheorie kontrovers diskutiert. Karl Popper führt in seinem Werk Logik der Forschung ein bekanntes Beispiel an, um die Möglichkeit der Verifizierung von Theorien kritisch zu veranschaulichen. Die Hypothese Alle Schwäne sind weiß soll verifiziert werden. Vertreter des logischen Empirismus würden die Richtigkeit der Aussage aus der empirischen Tatsache folgern, dass alle ihnen bekannten Schwäne weiß seien. Nun haben sie aber nicht alle existierenden Schwäne gesehen und kennen ihre Anzahl auch nicht. Deswegen können sie weder davon ausgehen, dass die Hypothese wahr sei, noch Aussagen über die Wahrscheinlichkeit ihrer Richtigkeit treffen. Die Ursache des Problems der Verifizierung liege also ursprünglich bereits in dem Induktionsschritt Viele uns bekannte Schwäne sind weiß → Alle Schwäne sind weiß. Aus diesem Grund lehnt Popper die Verifizierbarkeit einer Theorie als unwissenschaftlich ab. Theorien sollen stattdessen nie als endgültig angesehen, sondern immer hinterfragt werden, wobei sie sich entweder bewährt halten oder zuletzt doch falsifiziert werden.

### Reduktion

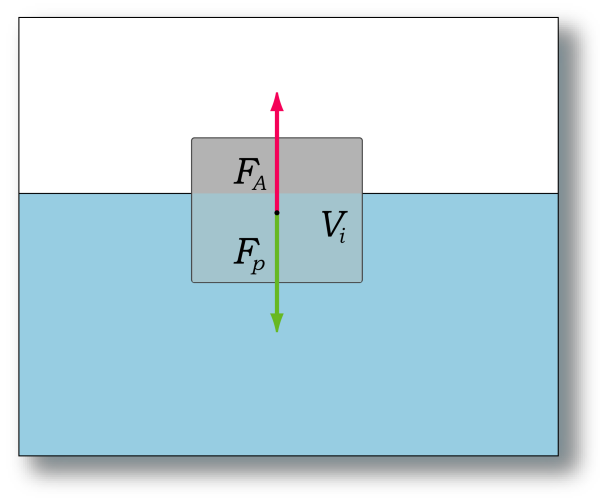
Der Körper wird mit der Gewichtskraft des von ihm verdrängten Wassers nach oben gedrückt

Sind mehrere Gesetzmäßigkeiten über Vorgänge in der Natur bekannt, kann angenommen werden, dass sie voneinander abhängig sind, beispielsweise eine gemeinsame Ursache haben und damit auf ein allgemeines Prinzip reduziert werden können. Durch dieses Vorgehen kann eine wachsende Anzahl an Sachverhalten auf einfache Mechanismen oder Gesetze zurückgeführt werden. Eine beeindruckende Reduktion gelang Isaac Newton mit der Formulierung seines Gravitationsgesetzes. Zwei Körper üben auf sich gegenseitig eine Kraft aus, die von ihren Massen und ihrem Abstand abhängt. Die Schwerkraft, die den Fall eines Steines auf den Boden bewirkt, kann also mit genau demselben Gesetz beschrieben werden, wie die Anziehungskraft zwischen Sonne und Erde. Viele andere Beobachtungen, wie etwa das von Newton als erstes richtig erklärte Phänomen der Gezeiten, sind ebenfalls auf das Gravitationsgesetz zurückzuführen. Seither hat sich die Reduktion bewährt und ist vor allem für die Physik von großer Bedeutung geworden. Bis zu welchen Grenzen und in welchen Wissenschaften diese Methode angewandt werden darf, ist allerdings umstritten.
In der Wissenschaftsphilosophie wird der Reduktionismus als Wissenschaftsprogramm kontrovers diskutiert. Vereinfacht dargestellt geht es um die Frage, ob sich schließlich alle Wissenschaften auf eine grundlegende Wissenschaft – etwa die Physik – reduzieren lassen. Befürworter des konsequenten Reduktionismus wie etwa viele Vertreter des Physikalismus argumentieren, dass sich das Bewusstsein des Menschen vollständig durch die Neurobiologie beschreiben lasse, die wiederum von der Biochemie erklärt werden könne. Die Biochemie lasse sich dann schließlich auf die Physik reduzieren, wobei im Endeffekt der Mensch als komplexes Lebewesen vollständig aus der Summe seiner Einzelteile und deren Wechselwirkung erklärt werden könne. Kritiker äußern ihre Bedenken auf verschiedenen Ebenen dieses logischen Konstrukts. Ein starker Einwand ist das Auftreten von Emergenz, d. h. die Entstehung von Eigenschaften eines Systems, die dessen Komponenten nicht aufweisen. Mit dieser und verwandten Fragestellungen beschäftigt sich die Philosophie des Geistes.

### Mathematische Beschreibung

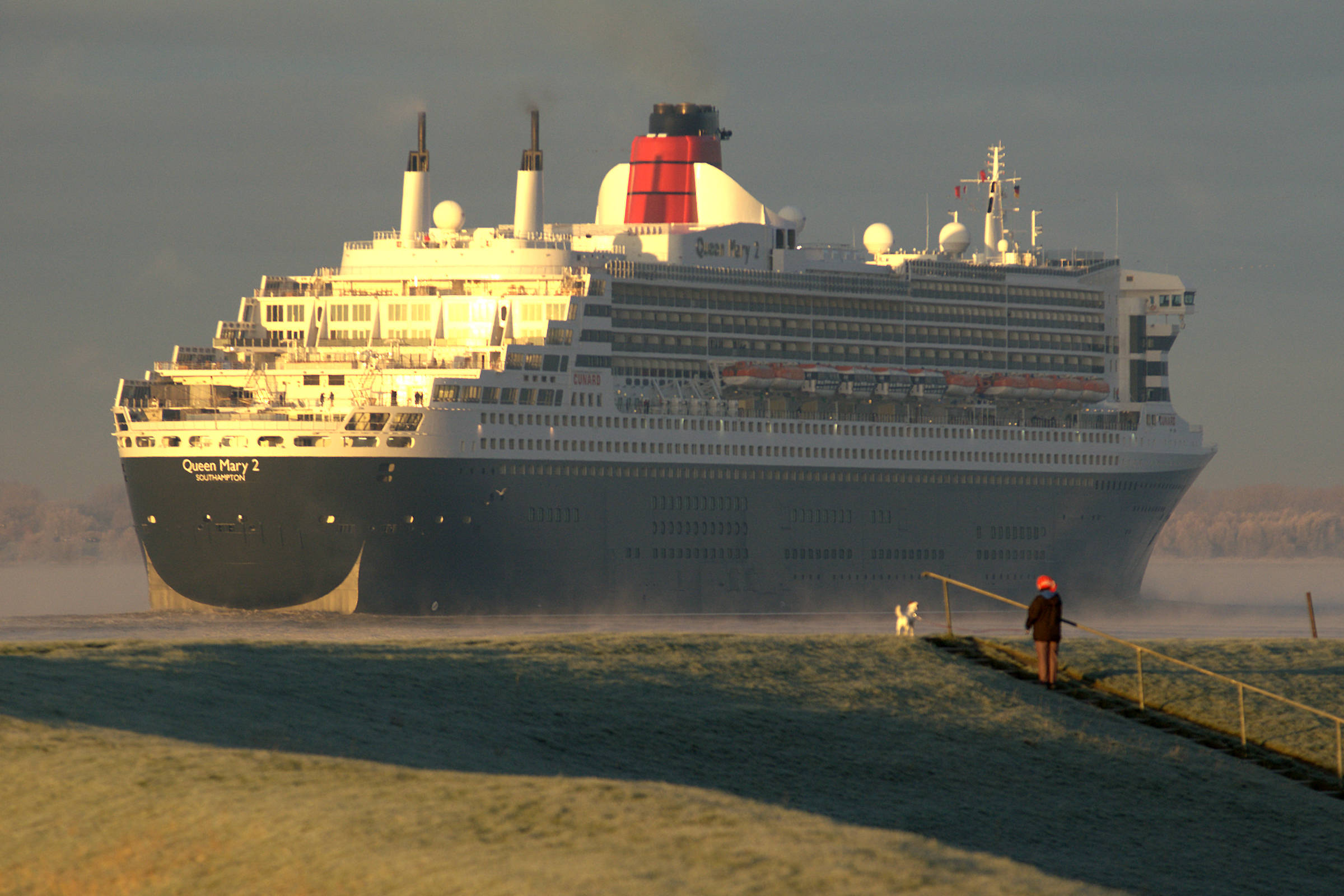
Die Queen Mary 2 auf der Elbe

Trotz vorhandener mathematischer Kenntnisse wurden lange Zeit keine Gesetze in mathematischer Formulierung in der Natur erkannt, weil sich die systematische Untersuchung mit Hilfe des Experiments nicht durchsetzen konnte. Man war bis zum Ende des Mittelalters davon überzeugt, dass eine Grundbeobachtung ausreiche, um dann durch reines Nachdenken das Wesen der Natur zu verstehen. Mit dieser Denkweise konnte man aber kaum quantitative Aussagen über die Natur treffen. Man wusste beispielsweise, dass tendenziell leichte Materiale wie Holz auf dem Wasser schwimmen, wobei schwere Stoffe wie Metall sinken. Wieso aber konnte beispielsweise ein Goldbecher, der ja aus einem Schwermetall besteht, mit der Öffnung nach oben auf der Wasseroberfläche schwimmen? Schon Archimedes entdeckte das nach ihm benannte Archimedische Prinzip, das er mathematisch formulieren konnte, welches aber in Vergessenheit geriet. Es besagt, dass auf jeden Körper im Wasser eine Auftriebskraft wirkt, die genau so groß ist, wie die Gewichtskraft des vom Körper verdrängten Wassers. Solange also der Goldbecher eine Wassermenge verdrängt, die schwerer ist als der Becher selbst, schwimmt dieser an der Oberfläche. Dieses Prinzip lässt sich auf jede beliebige Flüssigkeit und jeden Stoff verallgemeinern und ermöglicht präzise Berechnungen in zahlreichen Anwendungsgebieten. So erklärt es, weshalb große Schiffe mit einer Masse von Tausenden von Tonnen nicht untergehen. Die Queen Mary 2 beispielsweise verdrängt bei einer Tauchtiefe von nur knapp 10 Metern so viel Wasser, dass die resultierende Auftriebskraft ihre Gewichtskraft ihrer bis zu 150.000 Tonnen im beladenen Zustand kompensieren kann, was rein intuitiv unglaublich erscheint.
Vor allem seit dem 17. Jahrhundert hat sich die mathematische Beschreibung der Natur als exakteste Methode der Naturwissenschaft entwickelt. Manche mathematische Methoden wurden speziell für die Anwendung entwickelt, andere waren in der Mathematik schon lange bekannt, bevor sich ein Anwendungsgebiet erschloss. Immanuel Kant betrachtete die Mathematik in seinen Überlegungen zu den Naturwissenschaften als Grundstruktur und Inhalt der Naturlehre:

„Ich behaupte aber, daß in jeder besonderen Naturlehre nur so viel eigentliche Wissenschaft angetroffen werden könne, als darin Mathematik anzutreffen ist.“

Obwohl die Mathematik nicht hauptsächlich den Naturwissenschaften, sondern den Struktur- und manchmal den Geisteswissenschaften zugeordnet wird, ist sie in den Ingenieur- und Naturwissenschaften das mächtigste Instrument zur Beschreibung der Natur und Bestandteil der meisten Modelle. Aus diesem Grund wird sie oft als Sprache der Naturwissenschaft bezeichnet.

### Hypothesen- und Theoriebildung

Prozess des Erkenntnisgewinns

Wenn einer Aussage über einen Naturprozess oder einer ihrer Eigenschaften Gültigkeit unterstellt wird, bezeichnet man diese als Hypothese, solange noch keine empirischen Belege für die Richtigkeit vorhanden sind. Hypothesen werden meist als Vermutungen aufgestellt und diskutiert, um ihre Plausibilität aus verschiedenen Betrachtungsweisen zu prüfen und gegebenenfalls eine empirische Untersuchung vorzuschlagen. Wird eine Hypothese schließlich experimentell überprüft und bewährt sich, so spricht man von einer bestätigten Hypothese.
Ein System aus vielen bestätigten, allgemein anerkannten und unter sich widerspruchsfreien Aussagen wird als Theorie bezeichnet. Jede Theorie baut auf bestimmten Forderungen oder Grundsätzen auf, die auch Postulate (z. B. Einsteinsche Postulate) oder Axiome (z. B. Newtonsche Axiome) genannt werden. Man geht davon aus, dass diese durch kein weiteres, allgemeineres Prinzip hergeleitet werden können. Eine aussagekräftige Theorie zeichnet sich vor allem durch die Beschreibung und Erklärung von möglichst vielen Naturbeobachtungen durch eine stark reduzierte Anzahl solcher fundamentalen Forderungen aus. Sehr gut belegte und zentrale Aussagen einer bewährten Theorie werden vor allem in der Physik als Naturgesetze bezeichnet. Diese sind größtenteils mathematisch formuliert und beinhalten sogenannte Naturkonstanten – wichtige Messwerte, die sich räumlich und zeitlich nicht verändern. Da die Theorie ein komplexes Konstrukt einerseits mathematisch-logischer Strukturen sowie andererseits empirisch verifizierter Sachverhalte ist und selbst aus mehreren, in sich konsistenten Theorien bestehen kann, spricht man oft von einem Theoriegebäude.
Die Wissenschaftsgemeinde befindet sich in einem umfangreichen, dynamischen Prozess, in dem empirische Daten gesammelt, ausgewertet, diskutiert, interpretiert und aus gewonnenen Erkenntnissen Theorien entwickelt werden. Dabei werden bestehende Theorien immer wieder neu in Frage gestellt, durch neue experimentelle Befunde überprüft, angepasst oder bei großen Mängeln verworfen und schließlich durch bessere Theorien abgelöst.

## Fachgebiete
| Fachrichtung                     | Gegenstandsbereich |
| -------------------------------- | ------------------ |
| Kosmologie                       | Universum          |
| Astrophysik                      | Universum          |
| Astrobiologie                    | Universum          |
| Planetologie                     | Universum          |
| Geophysik                        | Erde               |
| Geodäsie                         | Erde               |
| Physische Geographie             | Erde               |
| Meteorologie                     | Erde               |
| Klimatologie                     | Erde               |
| Hydrologie                       | Erde               |
| Geologie                         | Erde               |
| Mineralogie                      | Erde               |
| Geochemie                        | Erde               |
| Geographie                       | Erde               |
| Kartografie                      | Erde               |
| Geoökologie                      | Ökosystem          |
| Biogeographie                    | Ökosystem          |
| Umweltphysik                     | Ökosystem          |
| Umweltchemie                     | Ökosystem          |
| Meereskunde                      | Ökosystem          |
| Ökologie                         | Ökosystem          |
| Bodenkunde                       | Ökosystem          |
| Humanmedizin                     | Mensch             |
| Humanbiologie                    | Mensch             |
| Humangenetik                     | Mensch             |
| Bewegungswissenschaft            | Mensch             |
| Pharmazie                        | Mensch             |
| Neurobiologie                    | Mensch             |
| Lebensmittelchemie               | Mensch             |
| Psychologie                      | Mensch             |
| Archäologie                      | Lebensformen       |
| Verhaltensbiologie               | Lebensformen       |
| Physiologie                      | Lebensformen       |
| Genetik                          | Lebensformen       |
| Morphologie                      | Lebensformen       |
| Paläontologie                    | Lebensformen       |
| Zoologie                         | Lebensformen       |
| Botanik                          | Lebensformen       |
| Mykologie                        | Lebensformen       |
| Virologie                        | Lebensformen       |
| Bakteriologie                    | Lebensformen       |
| Bioinformatik                    | Lebensformen       |
| Mikrobiologie                    | Zelle              |
| Zellbiologie                     | Zelle              |
| Biochemie                        | Zelle              |
| Biophysik                        | Zelle              |
| Molekularbiologie                | Moleküle           |
| Organische Chemie                | Moleküle           |
| Supramolekulare Chemie           | Moleküle           |
| Physikalische Chemie             | Moleküle           |
| Molekularphysik                  | Moleküle           |
| Anorganische Chemie              | Moleküle           |
| Elektrodynamik                   | Moleküle           |
| Physik der Kondensierten Materie | Atome              |
| Chemoinformatik                  | Atome              |
| Quantenchemie                    | Atome              |
| Thermodynamik                    | Atome              |
| Quantenphysik                    | Atome              |
| Radiochemie                      | Atomkerne          |
| Kernphysik                       | Atomkerne          |
| Hochenergiephysik                | Atomkerne          |
| Teilchenphysik                   | Elementarteilchen  |

Naturwissenschaftler sind vor allem in folgenden Positionen beruflich tätig:
- in der Lehre an Fachhochschulen, Hochschulen und Universitäten
- für Unternehmen, die technische, medizinische und Finanzprodukte entwickeln und herstellen
- als Unternehmensberater für Firmen, die Consulting als Dienstleistung anbieten
- an Forschungsinstituten und Akademien
- in Forschungsabteilungen in Bundesämtern, Ministerien und Landesregierungen
- Ziviltechniker und Vermessungsingenieure
- in der Denkmalpflege und in Museen
- als Buchautoren, Journalisten und Redakteure

### Hauptrichtungen
- Die Astronomie (altgriechisch ἄστρον ástron ‚Stern‘ und νόμος nómos ‚Gesetz‘) untersucht durch systematische Beobachtung (beobachtende Astronomie) von Himmelskörpern wie Planeten, Sterne oder Galaxien den Aufbau und die Entwicklung des Universums. Als eine der ältesten Wissenschaften beschäftigt und fasziniert sie den Naturwissenschaftler wie auch den Laien bis heute. Für ein Verständnis der Abläufe des Himmels greift sie hauptsächlich auf Erkenntnisse der Physik und Methoden der Mathematik zurück. Ihre technische Anwendung ermöglichte im 20. Jahrhundert die Raumfahrt. In ihrer Vielseitigkeit grenzt sie aber auch an philosophische Fragestellungen nach dem Ursprung und der Zukunft des Universums im Teilbereich der Kosmologie.
- Die Geowissenschaften (altgriechisch γῆ gé ‚Erde‘) befassen sich mit der Entstehung, der Entwicklung und der heutigen Gestalt der Erde. Die Geodäsie ermöglichte die Abbildung der Erdoberfläche und die Erfassung von wichtigen Daten für Geoinformationssysteme, die heute zahlreiche Anwendungsmöglichkeiten haben. Darüber hinaus erforscht die Wirtschaftsgeologie die Vorkommen von Naturressourcen und Möglichkeiten ihres Abbaus. Weitere Teilbereiche der Geowissenschaften machen nicht nur die im Alltag bekannten Anwendungen wie die Wettervorhersage möglich, sondern erforschen Vorgänge in der Plattentektonik und der Erdatmosphäre, um Frühwarnsysteme zu entwickeln, die präventive Maßnahmen bei bevorstehenden Naturkatastrophen ermöglichen sollen. Dabei wird oft auf Erkenntnisse der Physik und der Chemie zurückgegriffen.
- Die Biologie (βίος bíos ‚Leben‘ und λόγος lógos ‚Lehre‘) und im weiteren Sinne die Biowissenschaften befassen sich mit lebenden Organismen sowie abiotischen Faktoren, die vorhandenes Leben bedingen und beeinflussen. Im Fachbereich der Ökologie werden Vorgänge im Tier- und Pflanzenreich und ihre Beziehung zur Umwelt untersucht. Aufbau und Funktion des lebenden Organismus werden in der Physiologie auf verschiedenen Ebenen erforscht. Die Zell- und Molekularbiologie verwendet chemische und physikalische Gesetzmäßigkeiten, um die grundlegenden Prozesse des Stoffwechsels zu beschreiben. Andererseits formuliert sie übergreifende Gesetzmäßigkeiten wie die Entwicklung des Lebens in der Evolutionsbiologie.
- Die Chemie (χημεία chemeia ‚[Kunst der Metall]Gießerei‘) erforscht ausgehend von den Elementen und ihren chemischen Bindungen den Aufbau, die Eigenschaften sowie Umwandlungen von chemischen Stoffen. In der organischen Chemie werden kohlenstoffhaltige Verbindungen untersucht, die in lebenden Organismen eine wichtige Rolle spielen. Die Anorganische Chemie befasst sich dagegen mit kohlenstofffreien Verbindungen oder Elementen wie Metallen oder Salzen. Zu einer tiefergehenden Erklärung der Verbindungen werden Modelle des Atoms und der Elektronenhülle aus der Physik verwendet.
- Die Physik (φυσική physikē ‚Naturforschung‘) ist die grundlegendste der Naturwissenschaften und untersucht allgemein Vorgänge von Materie und Energie in Raum und Zeit. Sie beschreibt die Dynamik von starren Körpern, Flüssigkeiten, Strömungen, Wärme und elektromagnetischen Phänomenen, indem sie sämtliche Beobachtungen auf mikroskopische Eigenschaften der Atome oder Elementarteilchen zurückführt. Die Experimentalphysik spezialisiert sich auf die Realisierung und Durchführung von Versuchen und schafft eine empirische Basis für das Verständnis physikalischer Vorgänge. Ergänzend dazu werden in der theoretischen Physik mathematische Modelle und Formalismen entwickelt, um eine präzise und vereinheitlichte Beschreibung der elementarsten Naturprozesse zu ermöglichen. Auf diese Weise schafft die Physik die Grundlage für viele angewandte und interdisziplinäre Wissenschaften.

### Interdisziplinäre Fachbereiche

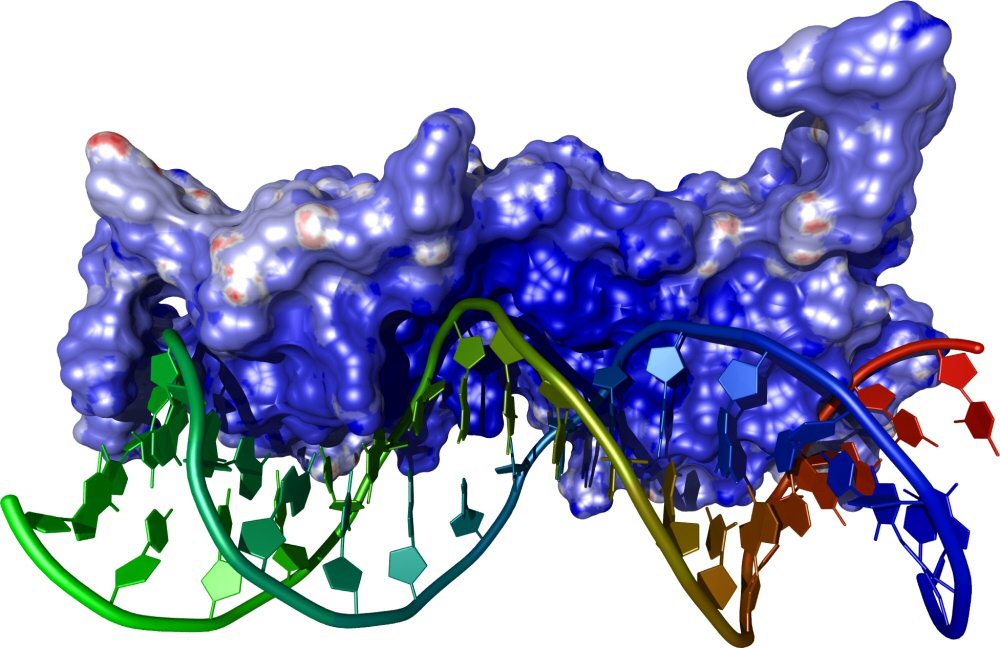
Computergestützte Visualisierung eines Proteins in Wechselwirkung mit einem DNS-Molekül

Mechanismen in der Natur sind oft so komplex, dass ihre Untersuchung ein fächerübergreifendes Wissen erfordert. Mit zunehmender Spezialisierung gewinnt die Kompetenz, verschiedene Fachbereiche effektiv miteinander zu verbinden, mehr an Bedeutung. So entstehen interdisziplinäre Forschungsbereiche, für die mit der Zeit auch gesonderte Studiengänge angeboten werden. Neben dem klassischen, interdisziplinären Bereich der Biochemie haben sich in den letzten Jahrzehnten weitere fächerübergreifende Richtungen ausgebildet, die sich intensiv mit biologischen Prozessen auseinandersetzen. So werden in der Biophysik die Struktur und Funktion von Nervenzellen, Biomembranen sowie der Energiehaushalt der Zelle und viele andere Vorgänge untersucht, indem physikalische Verfahren und Nachweistechniken zum Einsatz kommen. Die Bioinformatik beschäftigt sich unter anderem mit der Aufbereitung und Speicherung von Information in biologischen Datenbanken, deren Analyse sowie der 3D-Simulation von biologischen Prozessen.
Ein weiteres interdisziplinäres Forschungsfeld wird in der Umweltwissenschaft erschlossen. Die Auswirkungen menschlicher Bewirtschaftung auf die Umwelt werden in einem breit gefächerten Kontext untersucht, der von der Umweltphysik und -chemie bis hin zur Umweltpsychologie und -soziologie reicht. In der Umweltmedizin werden Folgen für den physischen und geistigen Gesundheitszustand des Menschen im Zusammenhang mit der Umwelt erforscht, wobei nicht nur lokale Faktoren wie Wohn- und Arbeitsort, sondern auch globale Einflüsse wie Erderwärmung und Globalisierung berücksichtigt werden. Mit der Umweltbewegung hat das öffentliche Interesse dieser Studien zugenommen und fordert durch ihre politische Einflussnahme höhere Maßstäbe im Umweltrecht. Die Umweltingenieurwissenschaften entwickeln unter Berücksichtigung der Erkenntnisse dieser Teildisziplinen neue Konzepte zur Verbesserung der Infrastruktur bei gleichzeitiger Entlastung der Umwelt.

### Angewandte Naturwissenschaften
Von der reinen Erforschung der Natur bis zur wirtschaftlichen Nutzung der Erkenntnisse wird ein langer Weg beschritten, der mit viel Aufwand verbunden ist. Unternehmen haben oft nicht die finanziellen Mittel und Ressourcen, um neue Forschungsgebiete zu erkunden, insbesondere wenn sie nicht wissen können, ob sich in der Zukunft für ihren Fachbereich eine Anwendung findet. Um diese Entwicklung zu beschleunigen, widmen sich die angewandten Naturwissenschaften einer Überbrückung von Grundlagenforschung und wirtschaftlicher Umsetzung in der Praxis. Besonders die Fachhochschulen in Deutschland legen Wert auf eine anwendungsorientierte Ausbildung von Akademikern und tragen des Öfteren die Bezeichnungen Hochschule für Angewandte Wissenschaften (HAW) oder University of Applied Sciences.
Eine weit reichende und an der Anwendung orientierte Wissenschaft ist die Medizin. Sie ist interdisziplinär und spezialisiert sich auf Diagnose und Therapie von Krankheiten, wobei sie Grundlagen von Physik, Chemie und Biologie verwendet. In der medizinischen Physik werden beispielsweise Geräte sowie Diagnose- und Therapietechniken wie Röntgendiagnostik, verschiedene Tomographieverfahren oder Strahlentherapien entwickelt. Starke Anwendung findet die Biochemie in der Pharmakologie und Pharmazie, die sich hauptsächlich mit der Entwicklung, Herstellung und Wirkung von Arzneimitteln auseinandersetzen. Die Agrarwissenschaften übertragen vor allem Kenntnisse der Geographie, Biologie und Chemie beim Anbau von Pflanzen und der Haltung von Tieren in die Praxis. In Überschneidung mit den Ingenieurwissenschaften gibt es zahlreiche Fachgebiete wie Materialwissenschaften, Halbleiter- und Energietechnik. Ein ungewöhnlicher Ansatz wird in der Bionik, einer Kombination von Biologie und Technik, verfolgt. Bei der Untersuchung von biologischen Strukturen und Prozessen wird dabei gezielt nach Möglichkeiten technischer Anwendung gesucht. So entdeckte man bei der Untersuchung der Lotospflanze, dass Wassertropfen auf ihrer Blattoberfläche abperlen und dabei zugleich Schmutzpartikel entfernen (Lotuseffekt). Durch Nachahmung der Oberflächenstruktur konnte man wasserabweisende und selbstreinigende Beschichtungen und Materiale herstellen.

## Einfluss auf Kultur und Gesellschaft
Der naturwissenschaftliche Fortschritt hat sowohl auf die Weltanschauung als auch auf praktisch jeden Bereich des alltäglichen Lebens Einfluss genommen. Unterschiedliche Denkrichtungen führten zu positiven und auch kritischen Bewertungen der gesellschaftlichen Folgen dieses Fortschritts. Einige Konstruktivisten gehen davon aus, dass naturwissenschaftliche Erkenntnisse nur Abbildungen sozialer Prozesse sind und Hierarchie- und Machtbeziehungen widerspiegeln. Naturwissenschaftliche Forschung produziert demnach keine Erkenntnis, sondern nur Abbilder gesellschaftlicher Realitäten (→ Wissenschaftssoziologie).
C. P. Snow postulierte 1959 die These der Zwei Kulturen. Dabei stehen die Naturwissenschaften den Geisteswissenschaften und den Sozialwissenschaften gegenüber, die durch schwer überwindbare Hindernisse voneinander getrennt sind. Allerdings gilt diese These heute als überholt, da sich durch die Aufwertung der Interdisziplinarität und des Pluralismus viele Zwischenbereiche gebildet haben.

### Schule, Studium und Beruf
Die Vermittlung von naturwissenschaftlichen Kenntnissen in Schulen, Hochschulen und anderen Bildungsanstalten ist eine wichtige Voraussetzung für die Weiterentwicklung des Landes. In Deutschland wird schon in der Grundschule im Heimat- und Sachunterricht ein vereinfachtes Bild der Natur vermittelt und mit geschichtlichen und sozialen Inhalten in Verbindung gebracht. Nach dem gegliederten Schulsystem in der Sekundarstufe werden in Deutschland verschiedene Schulen besucht, deren Lehrpläne sich je nach Bundesland unterscheiden. In der Hauptschule wird neben der elementaren Mathematik meistens eine Synthese von Physik, Chemie und Biologie als ein Fach gelehrt (z. B. PCB in Bayern). Hier steht vor allem die praktische Anwendung im Ausbildungsberuf im Mittelpunkt. In weiterführenden Schulen wie den Gymnasien oder Realschulen werden Naturwissenschaften in eigenständigen Pflicht- und Wahlpflichtfächern wie Biologie, Chemie, Physik, Astronomie, Erdkunde und Informatik unterrichtet. Dazu werden im Fach Mathematik über das Grundwissen der Arithmetik und Geometrie hinaus Teilgebiete wie Trigonometrie, lineare Algebra, Stochastik sowie die Differential- und Integralrechnung behandelt, um den Schülern kreatives und problemlösendes Denken zu vermitteln und sie so auf das Studium einer Wissenschaft vorzubereiten.
Nach dem Erlangen der Hochschulreife (Abitur, Fachabitur) kann das Studium an der Universität oder Fachhochschule begonnen werden, wobei es je nach Studiengang weitere Voraussetzungen wie Numerus clausus, Motivationsschreiben oder Eignungstests gibt. Im Laufe des Studiums werden wesentliche Inhalte in Vorlesungen und Seminaren vermittelt, die dann in Tutorien und im Selbststudium vertieft und in verschiedenen Prüfungen abgefragt werden. Durch fachbezogene Praktika soll eine anwendungsorientierte Erfahrung vermittelt werden. Wird der Studiengang erfolgreich durchlaufen, erfolgt die Verleihung eines akademischen Grades (z. B. Bachelor, Master, Diplom, Staatsexamen für Lehramtsstudierende etc.) an den Absolventen. Das Studium kann nach einem guten Abschluss weiter durch eine Promotion vertieft werden. Durch die Habilitation wird dem Akademiker die Lehrbefähigung in seinem wissenschaftlichen Fach erteilt.
Von den 361.697 Absolventen im Jahr 2010 an 386 Hochschulen in Deutschland legten 63.497 (17,6 %) ihre Abschlussprüfungen im mathematisch-naturwissenschaftlichen Bereich ab. Weitere 59.249 (16,4 %) beendeten ihr Studium erfolgreich im Bereich der Ingenieurwissenschaften. Der Frauenanteil unter den Absolventen im Bereich Mathematik und Naturwissenschaft lag bei 41,0 % und in den Ingenieurwissenschaften bei 22,2 %.
Das Berufsfeld des Naturwissenschaftlers ist sehr vielseitig. Er arbeitet in der Lehre an Hochschulen und Schulen, an Forschungseinrichtungen, für Unternehmen bei der Entwicklung von Produkten und Verfahren und oft als Unternehmensberater. Für Naturwissenschaftler bietet Deutschland mit zahlreichen Einrichtungen, Gesellschaften und Stiftungen gute Standortfaktoren, die auch international wahrgenommen werden. Dazu zählen insbesondere die Helmholtz-Gemeinschaft, die Max-Planck-Gesellschaft, die Fraunhofer-Gesellschaft sowie die Leibniz-Gemeinschaft. Die Staatsausgaben für Forschung und Entwicklung in wissenschaftlichen Einrichtungen des öffentlichen Sektors betrugen im Jahr 2009 gerundet 12,7 Mrd. Euro. Davon wurden 4,67 Mrd. Euro (36,7 %) für den mathematisch-naturwissenschaftlichen Bereich und 3,20 Mrd. Euro (25,2 %) für das Ingenieurwesen ausgegeben.

### Naturwissenschaft und Ethik
Die Naturwissenschaften selbst treffen keine weltanschaulichen oder moralischen Aussagen. Jedoch wachsen mit der Zunahme an Wissen die Möglichkeiten, wissenschaftliche Erkenntnisse für ethisch fragwürdige Zwecke zu missbrauchen. An den beiden Weltkriegen ist zum ersten Mal das Ausmaß von verantwortungslosem Missbrauch des technischen Fortschritts klar geworden. Nach der Entdeckung der Kernenergie wurden verstärkt Massenvernichtungswaffen gebaut und am Ende des Zweiten Weltkriegs eingesetzt. Im Kontext des Wettrüstens ist besonders die Frage nach der Verantwortung des Wissenschaftlers für die Konsequenzen seiner Forschung in öffentliches Interesse getreten. Inwieweit darf die Naturwissenschaft der Menschheit Wissen in die Hände geben, mit dem sie nicht oder noch nicht umgehen kann? Dürfen Technologien genutzt werden, deren potentielle Risiken noch nicht gut bekannt sind und deswegen der Gesellschaft schaden könnten? Heute werden vor allem folgende Fragen in den Medien kontrovers diskutiert:
- Ist die Kernenergie sicher und effizient zu friedlichen Zwecken nutzbar?
- Wie weit darf man bei der Embryonenforschung gehen? → Siehe auch: Embryonenschutzgesetz
- Inwiefern sind Tierversuche zu rechtfertigen?
- Wie kann man Tier- und Pflanzenarten vor dem Aussterben schützen?
- Wie kann der Schaden durch die Umweltverschmutzung kompensiert werden, um das ökologische Gleichgewicht der Erde nicht zu gefährden?

### Naturwissenschaft und Religion

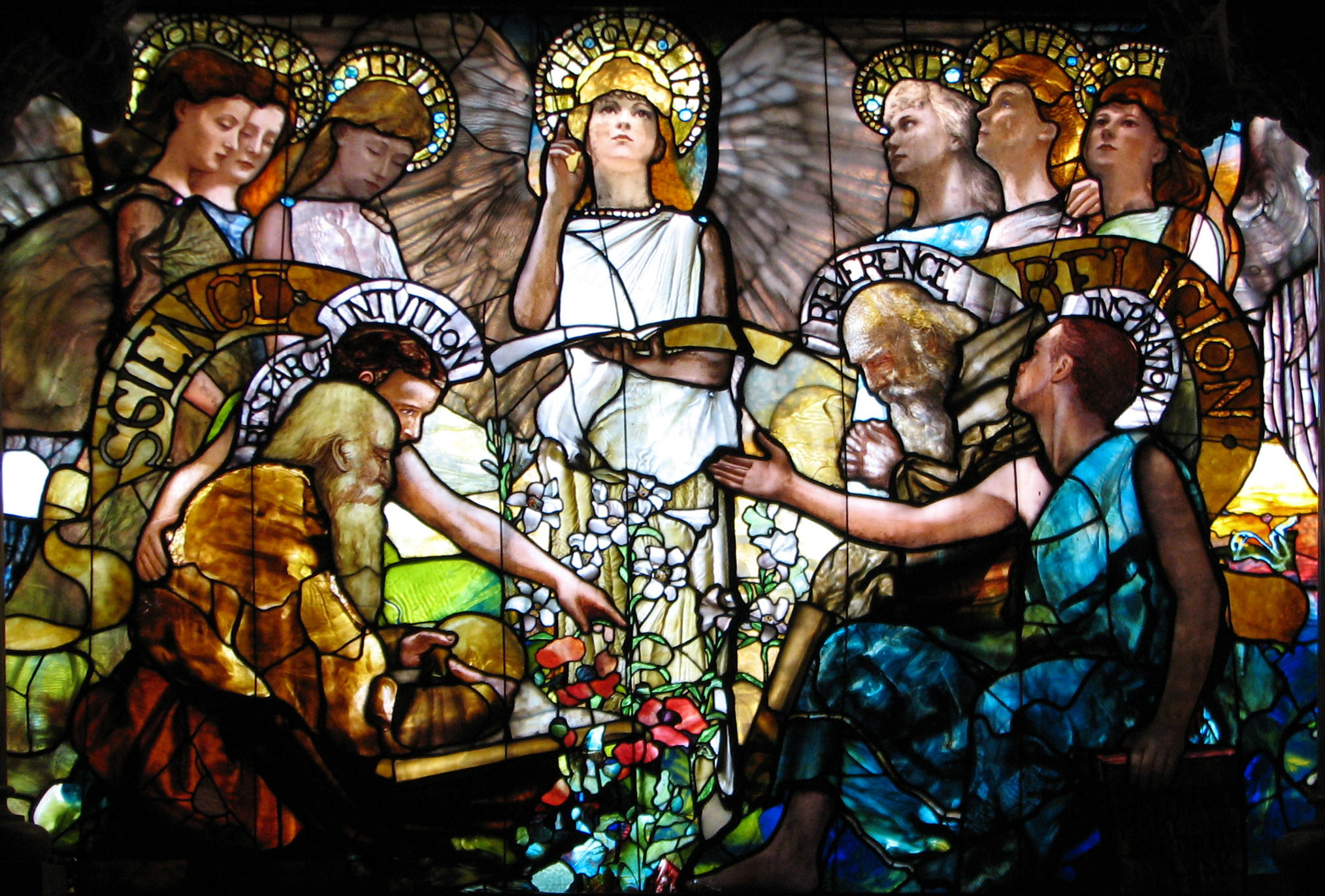
Education (1890) von Louis Comfort Tiffany – Wissenschaft und Religion in Harmonie

Mit dem Aufkommen der philosophischen Strömungen des Naturalismus, Materialismus und deren Einfluss auf die Wissenschaftstheorie entstanden immer mehr Konfliktfelder zwischen Naturwissenschaft und Religion. Beide beanspruchten für sich, wahre Aussagen über die Welt zu treffen, die Religion aus der Offenbarung und die Naturwissenschaften durch das Experiment. Eine wichtige Forderung des logischen Empirismus ist eine konsequente Ablehnung aller metaphysischen oder transzendenten Konzepte mit der Folgerung, dass die ganze existente Welt nur aus Materie und Energie bestehe. Dies impliziert im Zusammenhang mit dem Reduktionismus, dass auch der Mensch in seinem Individuum nur ein Produkt aus Atomen ist, dessen Bewusstsein, Gedanken, Gefühle und Handeln durch neuronale Prozesse in seinem Gehirn zustande kommen. Folglich sei sein Glaube an einen Gott nur eine Projektion seines Bewusstseins und sein freier Wille, an den die Religion appelliert, eine Illusion.
Andere Wissenschaftler und Theologen vertreten die Auffassung, dass Naturwissenschaft und Religion sich nicht in einem antagonistischen (widerstreitenden), sondern einem komplementären (ergänzenden) Sinn gegenüberstehen. Dabei wird ihr Gegensatz aufgehoben, indem beide Betrachtungsweisen verschiedenen Teilen der Realität zugeordnet werden, einer subjektiven von innen und einer objektiven von außen. Dabei finden beide ihre Berechtigung, und eine objektive Entscheidung, welche dieser Betrachtungsweisen nun die „wichtigere“ sei, ist grundsätzlich nicht möglich, weil jede Argumentation auf Fragen der Weltanschauung basiert.

### Einfluss auf die Literatur

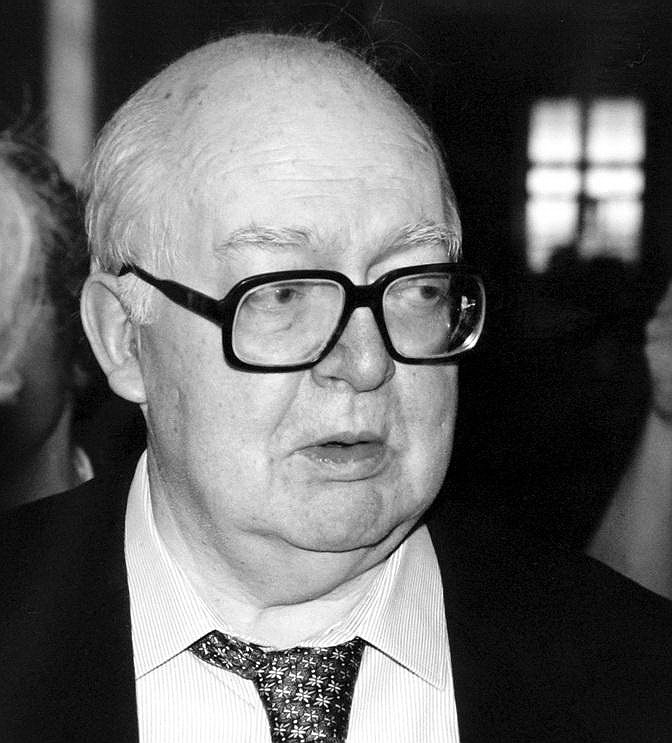
Der Schriftsteller Friedrich Dürrenmatt beschäftigte sich intensiv mit der Rolle des Naturwissenschaftlers in der Gesellschaft.

Der Naturforscher wird in der Literatur mit der Rezeption des Fauststoffes zu einem beliebten Thema. In Goethes Faust I wird der historische Johann Georg Faust als ein nach Erkenntnis strebender und sich aus religiöser Bevormundung befreiender Intellektueller dargestellt, der jedoch an seine Grenzen stößt und so einen Teufelspakt schließt. Fortschreitende Entwicklung der Naturwissenschaft nimmt auf das philosophische Weltbild Einfluss und schlägt sich auch in der Literatur des Realismus nieder. Die Darstellung der Handlung konzentriert sich auf die äußere Welt und findet eine objektive, aber künstlerische Beschreibung. Weiterhin erfolgen auch kritische Auseinandersetzungen mit der Idee der Naturbeherrschung und deren gesellschaftlichen Folgen, die sich etwa in der industriellen Revolution manifestieren. In der Postmoderne werden Fortschritt und Vernunft stark in Frage gestellt und Denkrichtungen des Pluralismus und Relativismus beschritten. Der Zufall erlangt in vielen Werken zentrale Bedeutung. In Max Frischs Roman Homo Faber wird der Protagonist Walter Faber, ein Ingenieur mit technisch-rationaler Weltanschauung in seinem geordneten Lebensablauf vom Schicksal eingeholt. Durch eine Reihe zufälliger Ereignisse, die stark mit seiner Vergangenheit zusammenhängen, geht er eine Liebesbeziehung mit seiner eigenen Tochter ein, von deren Geburt er nichts wusste. Auf einer gemeinsamen Reise stirbt sie an den Folgen einer Kopfverletzung. Einige Zeit drauf wird bei Faber Magenkrebs diagnostiziert. Vor der Operation, deren Ausgang offen ist, reflektiert er über sein verfehltes Leben.
Ein bedeutendes Werk, das vom Kalten Krieg geprägt die Verantwortung des Naturwissenschaftlers im Atomzeitalter behandelt, ist die Tragikomödie Die Physiker des Schweizer Schriftstellers Friedrich Dürrenmatt. Der geniale Physiker Johann Wilhelm Möbius stellt bei seiner revolutionären Entdeckung der Weltenformel fest, dass deren Anwendung der Menschheit Mittel verleihen würde, die schließlich zu ihrer endgültigen Vernichtung führen könnten. Aus diesem Grund verlässt er seine Familie und gibt sich in einem Irrenhaus als Geisteskranker aus. Das Drama nimmt seine schlimmstmögliche Wendung, als sich am Ende herausstellt, dass die verrückte Chefärztin Möbius’ Manuskripte kopiert hat und mit Hilfe der Formel die Weltherrschaft erlangen will. Dürrenmatt räumt in seinen 21 Punkten zu den Physikern dem Zufall wieder eine entscheidende Stellung ein: „Je planmäßiger die Menschen vorgehen, desto wirksamer vermag sie der Zufall zu treffen.“ Der internationale Erfolg des Werks führte zur verstärkten Auseinandersetzungen mit der Thematik in den Medien. Ein bekanntes Werk, das den Naturwissenschaftler historisch im Kontext der Gesellschaft darstellt, ist Leben des Galilei von Bertolt Brecht.
Eindrücklich ist der Einfluss der Naturwissenschaft in dem Genre der Science-Fiction zu erkennen. Zukünftige Welten mit weit entwickelter Technologie und radikal anderem Setting sind Merkmale zahlreicher Werke der Hoch- und Unterhaltungsliteratur. Der Naturwissenschaftler als Literarische Figur ist auch in der Gegenwartsliteratur sehr beliebt. Die naturwissenschaftliche Forschung selbst wird von Wissenschaftsjournalisten, Buchautoren und Bloggern in einer einfachen Sprache der Öffentlichkeit zugänglich gemacht (Populärwissenschaftliche Literatur).

### Film und Fernsehen
Populärwissenschaftliche Sendungen wie etwa Meilensteine der Naturwissenschaft und Technik oder alpha-Centauri erfreuen sich bei Interessierten einer zunehmenden Beliebtheit. Dort werden wissenschaftliche Themenbereiche in einer für Laien nachvollziehbaren Darstellung vermittelt, die das Interesse wecken und zur weiteren Auseinandersetzung anregen soll. In Filmen und Serien ist die Naturwissenschaft noch weit über das Science-Fiction Genre hinaus ein beliebtes Motiv. In der US-amerikanischen Krimiserie Numbers – Die Logik des Verbrechens löst Charlie Eppes, ein Mathe-Genie, in beratender Funktion für das FBI Verbrechen auf, indem er mathematisch-naturwissenschaftliche Methoden anwendet. In vielen Darstellungen nimmt so der geniale Wissenschaftler mit seinen besonderen Fähigkeiten die Rolle eines alternativen Helden ein. Der Konflikt zwischen persönlicher Identität und sozialer Rolle wird in dem Film Good Will Hunting thematisiert. Will Hunting ist ein Genie, das in sozial schwachem Milieu in einer Pflegefamilie aufgewachsen ist, einige Vorstrafen hat und sich mit Gelegenheitsjobs durchschlägt. Nachdem ein Professor seine Begabung entdeckt, stehen ihm alle Wege offen. Er kann jedoch seinen Identitätskonflikt nicht bewältigen, bis ein Psychologe sich seiner annimmt. Eine weitere Darstellung ist die im Film A Beautiful Mind – Genie und Wahnsinn verarbeitete, auf Fakten basierte Lebensgeschichte des bekannten Mathematikers John Nash. Als Außenseiter verfällt er in Schizophrenie und glaubt aufgrund seiner Tätigkeit als Codeknacker von Agenten verfolgt zu werden. Stereotypisch für den Naturwissenschaftler ist oft die fehlende Sozialkompetenz, die entweder zu tragischen Folgen führt oder etwa in Komödien zur Unterhaltung eingesetzt wird. So wird in der Sitcom The Big Bang Theory das Leben zweier junger Physiker und ihrer Nachbarin, die als Kellnerin arbeitet, in Kontrast gesetzt. Die Physiker zeichnen sich ganz klischeehaft durch ihre seltsamen Witze, Diskussionen, Kleidungsstil und andere Eigenarten aus und werden oft als Nerds oder Geeks bezeichnet. Manchmal erkennen sie die offensichtlichsten Zusammenhänge nicht oder missverstehen Redewendungen und Sarkasmus, was ins Lächerliche gezogen wird. Wenn sie mit ihren Freunden und der Nachbarin Penny etwas unternehmen, scheinen zwei verschiedene Welten amüsant aufeinanderzutreffen. Die Charaktere werden stark karikiert, wobei sich jedes Vorurteil zu bestätigen scheint.

### Naturwissenschaft allgemein und Nachschlagewerke
- Helmut M. Böttcher: Geschichte der Naturwissenschaft. 2 Bände, Berlin u. a. 1968/69 (= Das Wissen der Gegenwart, 1–2. Hrsg. von Wernher von Braun).
- Der Brockhaus Naturwissenschaft und Technik. ISBN 3-7653-1060-3.
- Thomas Dickert: Naturwissenschaften und Forschungsfreiheit. Duncker & Humblot, Berlin 1991, ISBN 3-428-07081-X.
- Tonke Dennebaum: Urknall, Evolution – Schöpfung: Glaube contra Wissenschaft? Echter, 2008, ISBN 978-3-429-03034-6.
- Dietrich von Engelhardt (Hrsg.): Biographische Enzyklopädie deutschsprachiger Naturwissenschaftler. 2 Bände. München 2003.
- Fritz Krafft (Hrsg.): Vorstoß ins Unerkannte. Lexikon großer Naturwissenschaftler. 3. Auflage. Weinheim / New York / Toronto / Singapur 1999.
- Hans Küng: Der Anfang aller Dinge: Naturwissenschaft und Religion. 3. Auflage. Piper, 2008, ISBN 978-1-59102-652-5.
- Thomas S. Kuhn: Die Struktur wissenschaftlicher Revolutionen. Suhrkamp, Frankfurt/M. 2003 (stw; 25), ISBN 3-518-27625-5
- Peter Mittelstaedt u. a. (Hrsg.): Was sind und warum gelten Naturgesetze? (= Philosophia naturalis. Band 37, Nr. 2). Klostermann, Frankfurt am Main 2000, ISBN 3-465-03118-0.
- Karl Popper: Objektive Erkenntnis. Hoffmann und Campe, 1998, ISBN 3-455-10306-5.
- Karl Popper: Logik der Forschung. Mohr Siebeck, 2005, ISBN 3-16-148410-X.
- Karl-Heinz Schlote (Hrsg.): Chronologie der Naturwissenschaften Der Weg der Mathematik und der Naturwissenschaften von den Anfängen in das 21. Jahrhundert. Verlag Harri Deutsch, 2002, ISBN 978-3-8171-1610-2.
- Erwin Schrödinger: Was ist ein Naturgesetz? Beiträge zum naturwissenschaftlichen Weltbild, Oldenbourg, München 1997, ISBN 3-486-46275-X (Scientia Nova).
- Charles Singer (Hrsg.): Studies in the History and Method of Science. Oxford 1917.
- C. F. v. Weizsäcker: Die Tragweite der Wissenschaft. Stuttgart 1990, ISBN 3-7776-1401-7.
- C. F. v. Weizsäcker: Zeit und Wissen. Hanser, München 1992, ISBN 3-446-16367-0.

### Zeitschriften
- bild der wissenschaft
- Nature
- Philosophia naturalis. Archiv für Naturphilosophie und die philosophischen Grenzgebiete der exakten Wissenschaften und Wissenschaftsgeschichte. Hain, Meisenheim am Glan (bis 1988), Klostermann, Frankfurt am Main (bis 2013)
- Science
- Spektrum der Wissenschaft
- Hyle International Journal For Philosophy Of Chemistry ISSN 1433-5158

### Populärwissenschaftlich
- Paul Davies, John Gribbin: Auf dem Weg zur Weltformel. Superstrings, Chaos, Complexity – und was dann? Byblos, 1993 (englisch: The Matter Myth.).
- Stephen Hawking: Eine kurze Geschichte der Zeit. Rowohlt, 1991, ISBN 3-499-60555-4 (englisch: A brief history of time. 1988.).
- Harald Lesch: Über Gott, den Urknall und den Anfang des Lebens. GALILA Verlag, 2009. ISBN 978-3-902533-20-3